# حزب العمال الشيوعي الفلسطيني
حزب العمال الشيوعي الفلسطيني هو حزب سياسي فلسطيني تأسس في عام 1978 في العاصمة اللبنانية بيروت على يد فلسطينيين مناصرين لحزب العمال الشيوعي المصري.

## لمحة تاريخية
تأسس حزب العمال الشيوعي الفلسطيني على يد عدد من الطلاب الفلسطينيين اليساريين في بيروت عام 1978 كحزب يساري ذو أيديولوجية ماركسية لينينية استلهم أفكاره من تجربة حزب العمال الشيوعي المصري، وخلال أواخر السبعينيات وبدايات الثمانينيات من القرن العشرين كان للحزب نشاط ملحوظ إلا أن أنشطة الحزب انحصرت في لبنان إلى حد كبير. كانت جريدة طريق الانتصار هي الجريدة الرسمية الناطقة باسم حزب العمال الشيوعي الفلسطيني.

## قيادات للحزب
كان من أبرز أعضاء وقيادات الحزب الدكتور سمير البرقاوي، وزينب الغنيمي، والدكتور سمير حليلة، ومهند عبد الحميد، وعماد الرحايمة، وغريب سالم، ونصري عبد الرحمن وهاني المصري. تمتع الحزب بعلاقات طيبة مع كوادر منظمة التحرير الفلسطينية وحركة فتح، وخاصة الشهيد صلاح خلف الذي قدم الكثير من المُساعدات للحزب.

## حل الحزب
تفكك حزب العمال الشيوعي الفلسطيني في مطع عقد التسعينيات من القرن العشرين.

## أنظر أيضًا
- الحزب الشيوعي الفلسطيني